# Tratado de Londres (1913)

Las fronteras en los Balcanes después del Tratado de Londres y de Bucarest, firmados ambos en 1913.

El tratado de Londres de 1913 fue un acuerdo firmado el 30 de mayo de ese año para concluir con los ajustes territoriales ocurridos en la península de los Balcanes como consecuencia de la Primera Guerra de los Balcanes.

## Situación histórica
Las hostilidades de la Primera Guerra de los Balcanes habían cesado el 2 de diciembre de 1912. Los países beligerantes fueron las naciones pertenecientes a la Liga Balcánica (Serbia, Grecia, Bulgaria y Montenegro) y el derrotado Imperio otomano. Las grandes potencias representantes durante la firma del tratado fueron Alemania, Austria-Hungría, Italia, Reino Unido y Rusia. 
Los principales puntos en disputa fueron: 
- El estatus de la independencia de Albania, país que había sido invadido por Serbia, Montenegro y Grecia.
- El estatus del distrito administrativo otomano de Sandžak, territorio que antiguamente formó parte del Despotado de Serbia pero dividido en los territorios de Raška y Zeta. Estas regiones se encontraban protegidas por Austria-Hungría según lo acordado en el Congreso de Berlín de 1878.
- El estatus de los territorios de Kosovo, Macedonia y Tracia.

El tratado fue negociado en Londres durante una conferencia internacional que comenzó en diciembre de 1912, después de la declaración de independencia de Albania el 28 de noviembre del mismo año. 
Las cuatro potencias representantes del tratado, además de Francia, apoyaron la creación de una Albania independiente.
Sin embargo, la posición de Austria-Hungría se debía a su política de evitar el expansionismo de Serbia con el propósito de alcanzar el mar Adriático y la postura de Italia se debió principalmente a reclamaciones territoriales sobre Albania que fueron manifestadas en 1939 tras la ocupación de este país. Rusia apoyaba a Serbia y Montenegro, mientras que el Reino Unido y Alemania tomaron una posición neutral. Esta decisión se determinó debido a las ambiciones de los vencedores de la Primera Guerra Balcánica por compartir el territorio de Albania.

## Condiciones
Las condiciones establecidas mediante este tratado fueron:
- Albania se declarará como un estado independiente y Serbia, Montenegro y Grecia estarán obligados a retirar sus tropas de Albania.
- El territorio de Sandžak será dividido entre Serbia y Montenegro.
- Bulgaria adquirirá la región de Tracia. Los límites del territorio estaban comprendidos entre la localidad de Eno en el mar Egeo y Midia (actualmente Kıyıköy) en el mar Negro.
- No se acordará alguna solución definitiva a la división del territorio de Macedonia entre las potencias vencedoras de la Primera Guerra Balcánica debido a desacuerdos entre estas naciones.

Los defectos e inconformidades causados por el tratado, llevaron a una nueva guerra, la segunda guerra balcánica en junio de 1913. El acuerdo de paz definitivo entre las naciones beligerantes fue el Tratado de Bucarest firmado el 13 de agosto del mismo año.